# 盧喆龍
盧 喆龍（ノ・チョルリョン、1914年5月29日 - 没年不詳）は、朝鮮半島の独立運動家、朝鮮民主主義人民共和国の軍人。仮名崔成章（최성장）。

## 経歴
1914年5月29日、忠清南道洪城郡出身。実兄には同じく独立運動家である盧乙龍がいる。1932年10月、母親とともに中国へ亡命し朝鮮革命幹部学校に入学。1933年4月、同校を第1期生として卒業した。その後朝鮮民族革命党に入党し南京区党員となる。1937年12月、中央陸軍軍官学校星子分校へ入学し、1938年5月に卒業後、10月には朝鮮義勇隊へ入隊して第1区隊第2陣地宣伝隊員となった。1939年前半、湖南省北部の幕阜山脈で抗日宣伝活動に従事。1939年8月1日の香港華字日報で盧喆龍（崔成章）ら隊員の活動が報じられた。その後、華中で新四軍第4師敵軍工作課長を務めた。
1946年2月、新四軍所属の朝鮮人100名余りを引率して通化へ移動。朝鮮義勇軍李紅光支隊、独立第4師、第166師参謀長として国共内戦に参戦した後、部隊の入北に伴い朝鮮人民軍第6師団参謀長となり朝鮮戦争に参戦。1950年10月、第6師団の後退戦の最中に発令を受け、第2軍団参謀長へ転出。戦後、第1集団軍参謀長、副司令官を歴任。1958年頃、クーデター容疑で逮捕され、消息不明となる。

## 参考資料
- 「노철룡」『한국근현대인물자료』국사편찬위원회。2020年8月14日閲覧。
- 강만길; 성대경 編「노철룡」『한국사회주의운동인명사전』창작과비평사、1996年、165頁。ISBN 8936470302。
- 김중생『조선의용군의 밀입북과 6.25전쟁』명지출판사、2000年。ISBN 8931107447。